# 忧蚁蛛
忧蚁蛛（学名：Myrmarachne lugubris）为跳蛛科蚁蛛属的动物。分布于欧洲以及中国大陆的四川、甘肃等地。该物种的模式产地在欧洲。